# Olympus Photo
Olympus Photo est un voilier trimaran destiné à la course au large. Il est le premier de la série des cinq Acapella. Il est connu pour avoir vu à son bord Mike Birch remporter la première Route du Rhum en 1978 devant le monocoque Kriter V skippé par Michel Malinovsky, à l'issue d'un dépassement à quelques milles de l'arrivée. L'écart entre les deux concurrents est de 98 secondes.
Il portera aussi les noms de Karukera et de A Capella.

## Aspects techniques
Olympus Photo mesure 11,48 m de long pour 8,26 m de large, pour un déplacement de 2 t,. Il est construit en contreplaqué / époxy selon la technique du West System.

## Histoire en course
En 1978, il termine quatrième du Tour de Grande-Bretagne.
La même année, Olympus Photo, skippé par Mike Birch, remporte la Route du Rhum pour 98 secondes devant le monocoque Kriter V de Michel Malinovsky.

## Épilogue
Le trimaran chavire le 8 mai 1980 et est abandonné en mer, lors d'un convoyage entre les États-Unis et l'Europe par Yves Le Cornec,.